# Station Tapa
Station Tapa is een station in de Estische plaats Tapa. Het station werd geopend in 1870. In Tapa takt de spoorlijn naar Tartu af van de spoorlijn Tallinn - Narva.

## Treinen
De volgende treinen stoppen op Station Tapa:
| Vervoerder | Treinsoort | Route                           | Opmerkingen                                       |
| ---------- | ---------- | ------------------------------- | ------------------------------------------------- |
| GoRail     | Sneltrein  | Tallinn – Tapa – Narva – Moskou | Stopt verder in Estland in Tapa, Rakvere en Jõhvi |
| Elron      | Sneltrein  | Tallinn – Tapa – Narva          | Stopt niet in Vesse, Lagedi en Nelijärve          |
| Elron      | Sneltrein  | Tallinn – Tapa – Tartu          | Stopt verder in Ülemiste,Tamsalu en Jõgeva        |
| Elron      | Stoptrein  | Tallinn – Tapa – Rakvere        | Stopt op alle tussenliggende stations             |
| Elron      | Stoptrein  | Tallinn – Tapa – Tartu          | Stopt op alle tussenliggende stations             |
| Elron      | Stoptrein  | Tallinn – Tapa – Tartu – Valga  | Stopt op alle tussenliggende stations             |

Tallinn Baltisch Station · 
Kitseküla · 
Ülemiste‎ · 
Vesse · 
Lagedi · 
Kulli · 
Aruküla · 
Raasiku · 
Parila · 
Kehra · 
Lahinguvälja · 
Mustjõe · 
Aegviidu · 
Nelijärve · 
Jäneda · 
Lehtse · 
Tapa · 
Kadrina · 
Rakvere · 
Kabala‎ · 
Sonda · 
Kiviõli · 
Püssi · 
Kohtla-Nõmme · 
Jõhvi · 
Oru · 
Vaivara · 
Narva